# Hatchback

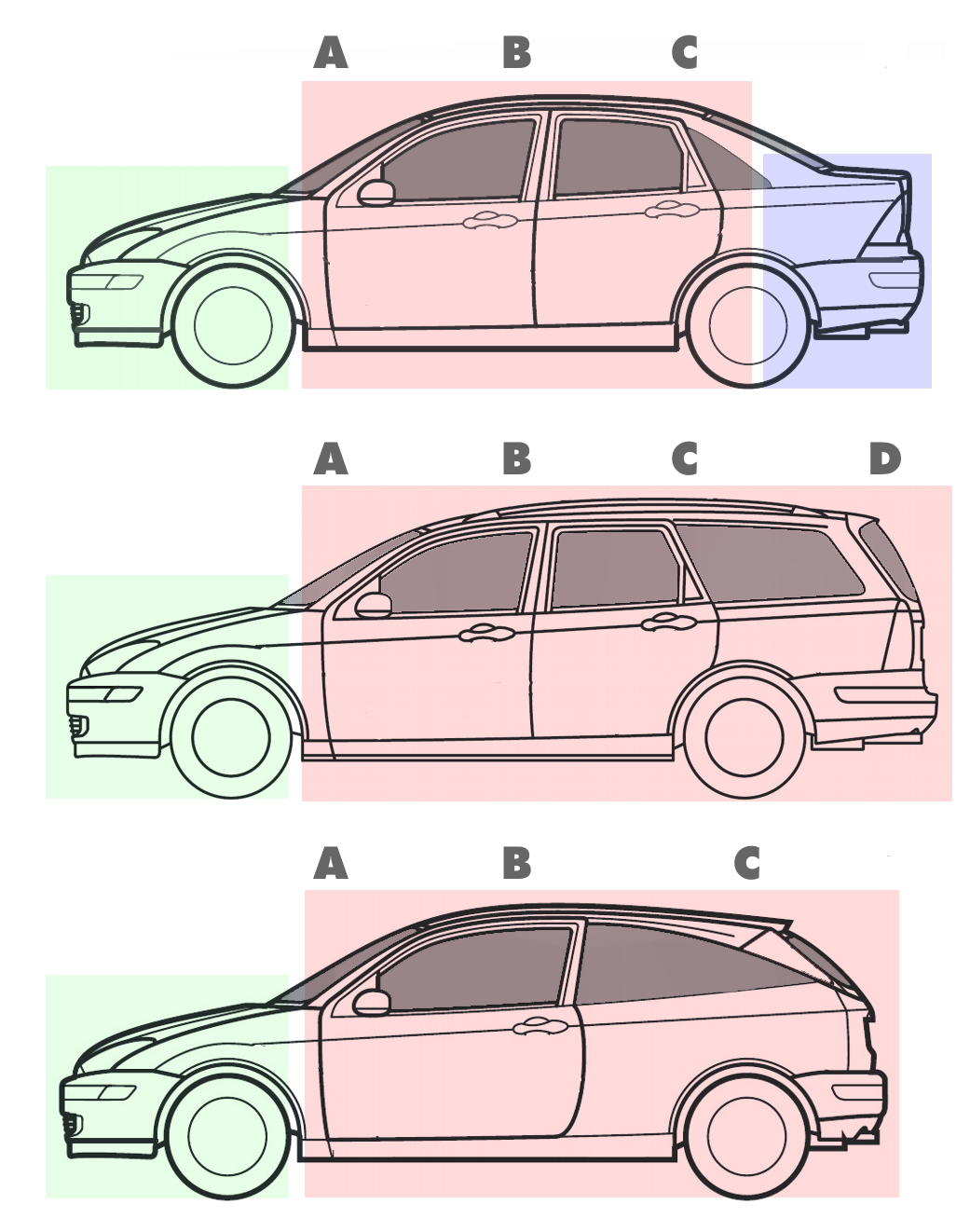
Kiểu thân xe hatchback (thứ ba) so với kiểu sedan (thứ nhất) và station wagon (giữa), giả dụ cả ba kiểu có cùng chiều dài.

Hatchback là một kiểu thân xe ô tô gồm 2 khoang: khoang động cơ phía trước và khoang hành khách và hành lý chung phía sau. Loại xe này có thể có 3 hoặc 5 cửa trong đó có 1 cửa phía sau để tiện cho việc cất vào hay lấy hành lý ra. Trong tiếng Anh, "hatch" nghĩa là cửa sập, còn "back" nghĩa là phía sau. Hatchback và liftback chia sẻ nhiều điểm chung với station wagon. Nhưng hatchback khác với station wagon ở chỗ nóc khoang sau thường (nhưng không nhất định) chỉ được đỡ bằng ba hàng trụ (station wagon có 4 hàng trụ đỡ) và cuối nóc khoang sau thường vát xuống.
Kiểu thân xe hatchback xuất hiện lần đầu vào thập niên 1930, nhưng chính thức được xếp loại vào năm 1970.

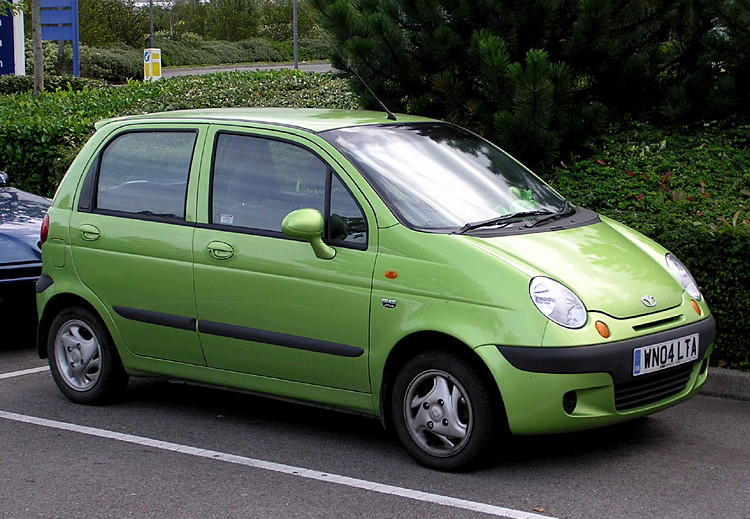
Daewoo Matiz
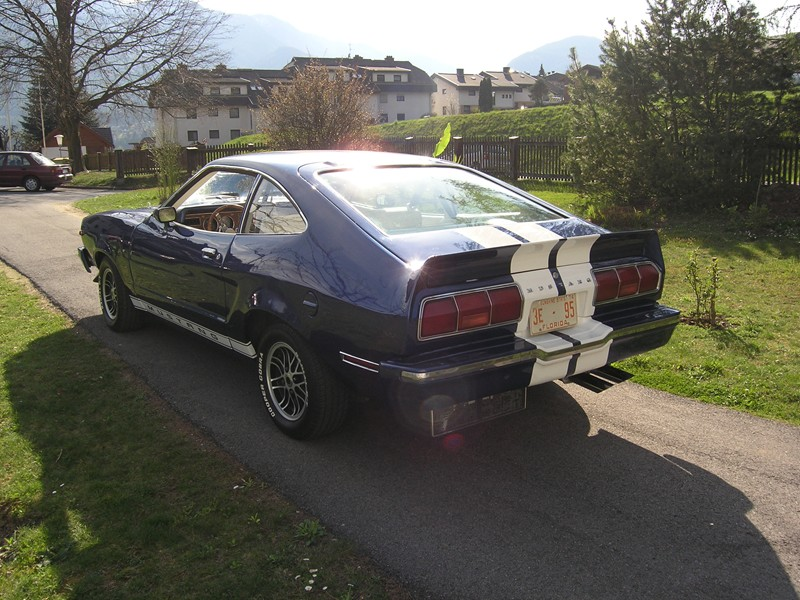
Ford Mustang
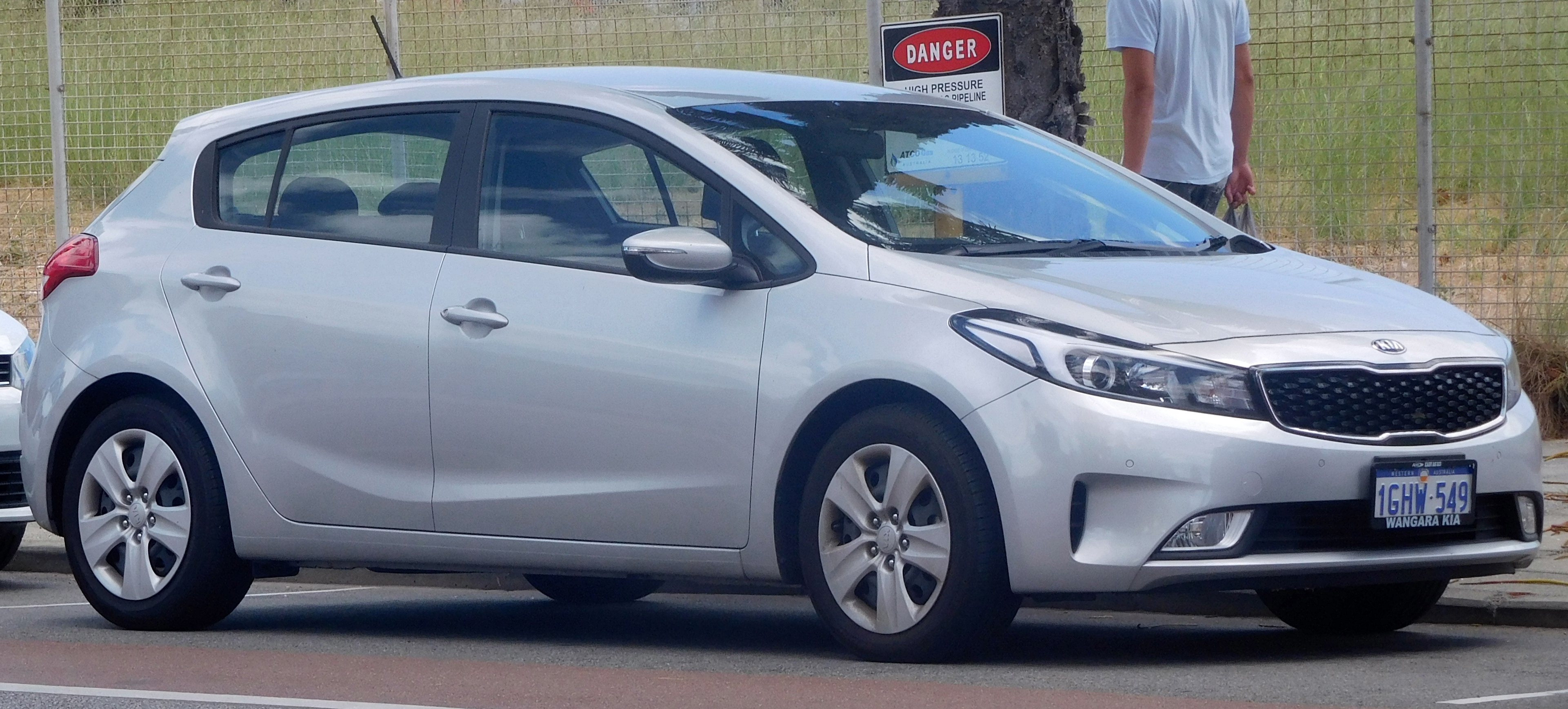
Kia Cerato (YD) S hatchback 2017
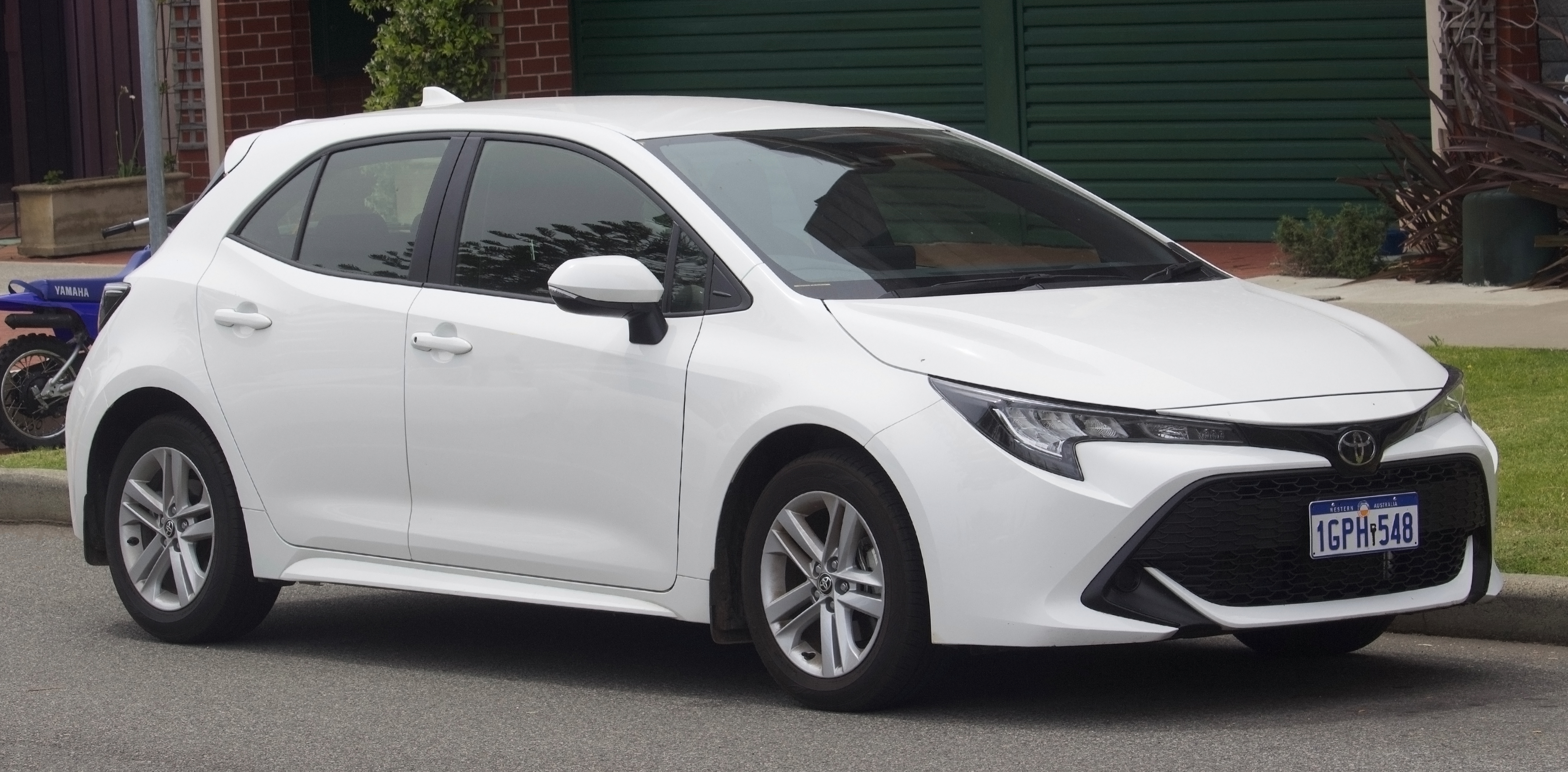
Toyota Corolla (MZEA12R) Ascent Sport hatchback  2018
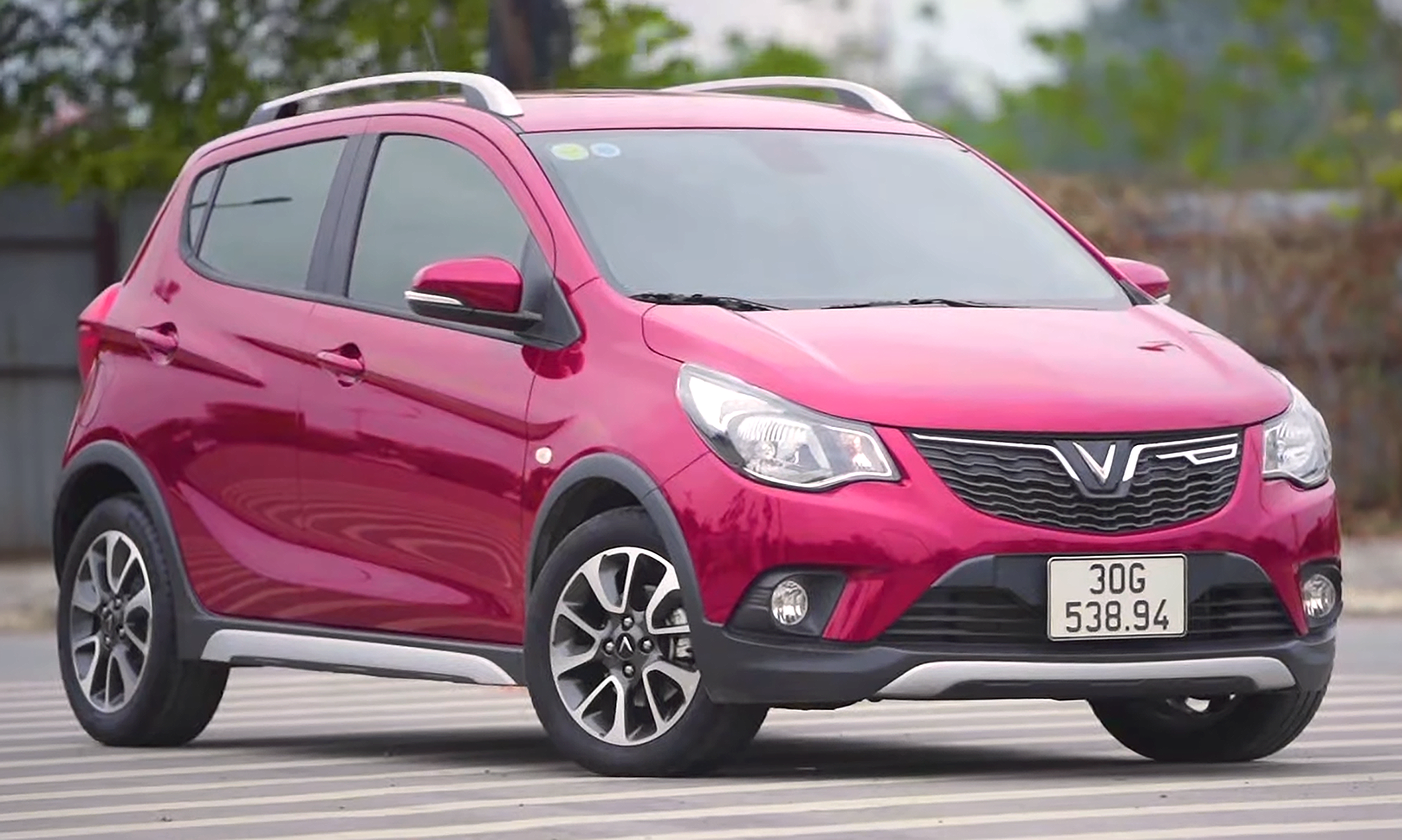
VinFast Fadil